# محمد رحیم الافغانی
محمد رحیم الافغانی (Muhammad Rahim Haqmal Afghani)، فردی افغانستانی است که در زندان خلیج گوانتانامو تحت اسارت دولت ایالات متحده قرار دارد. وی در شرق افغانستان متولد شد. محمد رحیم در یک نهاد دولتی افغانستان، برای ریشه‌کن کردن مواد مخدر از کشور، کار می‌کرد. وی توسط طالبان مجبور شد تا شغل خود را رها کند. رحیم و برادرش در ۱۹۷۹ افغانستان را ترک کرده و به آن سوی مرز پاکستان رفتند. علت این ترک، اشغال افغانستان توسط اتحاد جماهیر شوروی بود.
روزنامه د نیشن (The Nation) در سال ۲۰۰۷ گزارش داد که محمد رحیم و شیخ الیاس خیل توسط مقامات امنیتی پاکستان دست‌گیر شده‌اند. د نیشن وی را به عنوان «دست‌یار ویژه اسامه بن لادن» توصیف نموده و ادعا نمود که وی در اوایل ۲۰۰۲ با حضرت علی مذاکره نموده بود.
محمد رحیم زمانی‌که در پاکستان اقامت داشت، دستگیر گردیده و به سازمان اطلاعات مرکزی ایالات متحده (CIA) تحویل داده شد تا از رحیم در مورد ارتباط وی با طالبان بازجویی صورت گیرد. رحیم هنگامی‌که در توقیف CIA بود در معرض روش‌های مختلف شکنجه از جمله نخوابیدن برای مدت‌های طولانی قرار گرفت، که بخشی از برنامه تسلیمی، توقیف و بازجویی (RDI) است. وی آخرین فردی شناخته شده‌ای است که تحت برنامه RDI سازمان اطلاعات مرکزی قرار گرفته‌است.
رحیم پس از چندین ماه شکنجه و باز جویی توسط سازمان سیا در مارس ۲۰۰۸ به زندان گوانتانامو در کوبا فرستاده شد و در آن‌جا تحت بازداشت اداری (بدون محاکمه) قرار گرفت. رحیم که رئیس سازمان اطلاعات مرکزی وی را «جهادی سرسخت و کار کشته» توصیف کرد، متهم بود که در فرار اسامه بن لادن از دستگیری کمک کرده و به عنوان مترجم و دستیار وی کار کرده‌است. رحیم آخرین زندانی است که به گوانتانامو فرستاده شد. علی‌رغم این‌که وی پنج سال را در گوانتانامو گذارند، اما هیچ حکمی بر علیه محمد رحیم صادر نشد. نیروهای مسلح ایالات متحده بیان کرد که هیچ نیتی برای محاکمه آن در کمیسیون نظامی ندارد. حکومت ایالات متحده نیز، از طریق بررسی مقطعی دبیرخانه، اعلام نموده‌است که تصمیم ندارد رهایی وی را توصیه کند. بنابرین وی یک «زندانی همیشگی است». وی هم‌چنین کاندیدا ممکنه برای مبادله زندانی‌ها بر اساس گفت‌گوی صلح پنداشته نمی‌شود.
وزارت دفاع ایالات متحده اعلام نمود که وی در ۱۴ مارس ۲۰۰۸ به توقیف نظامی منتقل شده‌است.
بر اساس یادداشت خبرگزاری فرانسه:
رحیم شانزدهمین زندانی به اصطلاح «با ارزش» است که پس از سپتامبر ۲۰۰۶، زمانی‌که جورج دابلیو بوش وجود یک زندان برون‌مرزی سازمان اطلاعات مرکزی را تأیید کرد، به گوانتانامو منتقل شده‌است.
نیویورک تایمز گزارش داد که وی نخستین زندانی است که پس از تقریباً یک سال توقیف نزد سازمان اطلاعات مرکزی به گوانتانامو منتقل می‌شود.
وی در ماه ژوئن ۲۰۰۷ در شهر لاهور پاکستان دستگیر شد و توسط سازمان اطلاعات مرکزی، به عنوان بخشی از برنامه تسلیمی، توقیف و بازجویی، مورد شکنجه قرار گرفت تا این‌که در حوالی ۲۸ مارس ۲۰۰۸ به گوانتانامو منتقل گردید. بر اساس مطبوعات رسمی، انتقال وی به گوانتانامو اعلام شد، وی قبل از منتقل شدن به گوانتانامو در شبکه مراکز مخفی شکنجه (سایت‌های سیاه) سازمان اطلاعات مرکزی نگهداری شده بود. پنتاگون وی را به عنوان یک زندانی با ارزش تصنیف کرد، عنوانی که به ۱۴ زندانی دیگر که در ۶ سپتمبر ۲۰۰۶ از سایت‌های سازمان اطلاعات مرکزی به گوانتانامو منتقل شده بودند و عبدالهادی العراقی داده شده‌است.
| محمد رحیم الافغانی یکی از همکاران نزدیک اسامه بن لادن بود و با سازمان‌های القاعده در سراسر خاورمیانه ارتباط داشت. وی قبل از این‌که دستگیر شود، یکی از با اعتمادترین افراد بن لادن در امور تسهیل و تدارکات بود. |

محمد رحیم در خلال مدتی که در جزیره گوانتانامو است در کمپ ۷ زندانی می‌باشد، جایی برای مردانی که دولت ایالات متحده آن‌ها را زندانی‌های «با ارزش» می‌پندارد. رحیم در مدتی که در زندان گوانتانامو تحت توقیف قرار دارد، هنوز حکمی برای وی صادر نگردیده یا هنوز به محکمه احضار نشده‌است تا از خود دفاع نماید.
نیویورک تایمز در اواخر نومبر ۲۰۰۸ یک صفحه ۲۲۰ پیکسلی را که خلاصه اسناد رسمی هر کدام از زندانیان در آن درج بود منتشر کرد. نیویورک تایمز گفت که هیچ اسناد رسمی دیگری که به حبس وی مرتبط باشد وجود ندارد. هیچ بررسی وضعیت قضایی جنگ‌جو منتشر نشده‌است. آن‌ها وی را تحت نام زندانی شماره ۱۰۰۳۰ می‌شناسند. آن‌ها وی را به عنوان «زندانی با ارزش» می‌شناسند.
BBC در ۲۰۰۲ گزارش داد که یکی از رانندگان رهبر ارشد طالبان محمد عمر شخصی بنام «محمد رحیم» بود. بر اساس گفته‌های بی‌بی‌سی، محمد رحیم در مصاحبهٔ با رویترز در ژانویه ۲۰۰۲ نحوه فرار رهبر ارشد طالبان از دو حمله موشکی آمریکا را تشریح کرد.
محمد رحیم در مصاحبه خود گفت، زمانی‌که خانه محمد عمر در قندهار مورد حمله موشکی قرار گرفت، محمد عمر از وی خواست تا سوار تاکسی شده و محمد عمر، خانم دوم وی و چند فرزند وی را به سنگیسار که یک ساعت فاصله است ببرد. تقریباً بلافاصله بعد از رسیدن آن‌ها و خارج شدن از تاکسی، تاکسی نیز مورد حمله موشکی قرار گرفت. موشک تنها تاکسی را مورد حمله قرار داد و هیچ چیز دیگر در قریه هدف قرار نگرفت. محمد رحیم گفت که وی یک سمت فرار کرد و محمد عمر به سمت دیگر و پس از آن هرگز با وی تماس نداشته‌است.
کارلوس وارنر اهل آکرون ایالت اوهایو که وکیل مدافع محمد رحیم است می‌گوید که حتی زمانی‌که وی با موکل خود ملاقات می‌کرد، رحیم به زنجیر بسته بود. وارنر بعد از این‌که پنج سال از حبس رحیم می‌گذشت یک سند مدنی حکم احضار به دادگاه را ثبت نموده و به علت عدم موجودیت اسناد کافی علیه موکل خود خواستار رهایی وی گردید.
رحیم در جریان حبس خود در گوانتانامو چندین نامه به کارلوس وارنر نوشته و کارلوس آن‌ها را اخیراً همگانی ساخته‌است. نامه‌های رحیم نشان دهنده آگاهی خارق‌العاده وی از فرهنگ پاپ آمریکایی است، ازجمله نقدی بر لبران جیمز. وکیل وی تشریح می‌کند که ناخشنودی رحیم از رفتن لبران جیمز از کلیولاند کاوالایرز به مایامی هیت ریشه در احساس وفاداری شدید رحیم دارد. محمد رحیم هم‌چنین نوشت که وی «این آهنگ جدید گنگم استایل را خوش دارد» و «[می‌خواهد] رقصی برای [کارلوس وارنر] انجام دهد اما بخاطر زنجیر های‌اش نمی‌تواند». علاوه بر دانش رحیم از فرهنگ پاپ آمریکایی که با خواندن روزنامه‌های که کارلوس وارنر هنگام ملاقات های‌اش به وی می‌دهد حاصل نموده‌است، نامه‌های رحیم هم‌چنین نشان دهنده شایستگی وی در زبان است.
رحیم به وکیل مدافع خود نوشت که «به محافظین بگوید تا دوست [وی] را تنها بگذارند. آن‌ها باید نرم رفتار کنند». این نامه‌ها رنج و ناامیدی که از یک زندانی خلیج گوانتانامو انتظار می‌رود را به تصویر نمی‌کشد. کارلوس وارنر براین باور است که نامه‌های رحیم نشان می‌دهد که «وی متفاوت و ذکی است… شما تصور کنید که وی تمامی این کارها را تحت محدودیت‌های که در آن‌جا قرار دارد انجام می‌دهد. وی شوخ‌طبعی خارق‌العاده دارد».